# سنترال پارک
سنترال پارک  (انگلیسی: Central Park؛ معنای تحت‌الفظی: پارک مرکزی) نام پارک بزرگ و معروفی است که در مرکز منهتن و در میان مراکز تجاری شهر نیویورک قرار دارد. سنترال پارک، اولین پارک مُدرن در تاریخ ایالات متحدهٔ آمریکا محسوب می‌شود که در سال ۱۸۵۷ میلادی توسط فردریک لا اولمستد  و همکارش کالورت واکس طراحی و افتتاح شد.
وسعت این پارک حدود ۳۴۲ هکتار است که به شکل مستطیل در قلب منطقه منهتن (منطقه تجاری نیویورک) واقع شده‌است. همچنین این پارک دارای دریاچه‌هایی به وسعت جمعاً ۶۰٫۷ هکتار می‌باشد. بر مبنای آخرین داده های دقیق جغرافیایی سنترال پارک نیویورک ۴ کیلومتر درازا دارد.

سالیانه ۳۷ تا ۳۸ میلیون نفر از این پارک بازدید می‌کنند.

## امکانات پارک
تقریباً تمام سنترال پارک نیویورک، محوطه‌سازی شده و معماران آن را در قرن ۱۸، طراحی و بعد هم اجرا کرده‌اند.
پارک، چند دریاچه ظاهراً طبیعی دارد که کاملاً مصنوعی و ساخته دست معماران پارک است؛ این دریاچه‌ها به علاوه تمام مسیرهای پیاده‌روی، مسیرهای اسب‌سواری، دو زمین یخی اسکیت‌سواری که البته از یکی از آنها در ماه‌های تیر و شهریور به عنوان استخر روباز استفاده می‌شود، باغ وحش، پناهگاه حیات وحش، جنگل طبیعی کوچک داخل پارک، زمین‌های بازی، زمین‌هایی مخصوص برای بازی کودکان، آمفی تئاتر رایگان پارک برای برگزاری کنسرت و … تمام امکانات سنترال پارک نیویورک محسوب می‌شود.
۱۰ کیلومتر از این پارک به مناطقی برای دویدن، دوچرخه سواری و اسکیت‌سواری اختصاص پیدا کرده‌است.
طراحان همچنین منطقه‌ای را که از درختان پوشیده شده باعنوان (Ramble) مخصوص کسانی در نظر گرفته‌اند که به پرنده‌ها علاقه دارند.
این پارک همچنین، ساختمانی چوبی دارد که قایق‌های زیادی را در خود نگاه داشته و آنها را در اختیار قایقرانان قرار می‌دهد.
صخره‌نوردی هم یکی دیگر از امکاناتی است که در پارک مرکزی نیویورک وجود دارد و صخره‌نوردان، به خصوص سنگ‌نوردان را به سمت خود می‌کشاند.
اما به غیر از امکانات پارک، طراحان به فکر زیبایی‌های بصری دست‌ساز و همچنین ابعاد هنری آن هم بوده‌اند؛ به همین دلیل هم در سراسر پارک، ۲۹ مجسمه با جنس‌های مختلف تعبیه شده‌است که جالب‌ترین و مهم‌ترین آنها، مجسمه فرشته آب‌ها محسوب می‌شود، مجسمه‌ای که اما ستبین آن را در سال ۱۸۷۳ ساخته و اولین مجسمه شهری یک هنرمند زن آمریکایی است.
بالتو، مجسمه سگ سورتمه کشی که در ۱۹۲۵ شهرت پیدا کرد و مجسمه آلیس در سرزمین عجایب که رابرت گراهام آن را در ۱۹۹۷ ساخته‌است، از دیگر مجسمه‌های مهم این پارک به حساب می‌آیند.

## نگارخانه

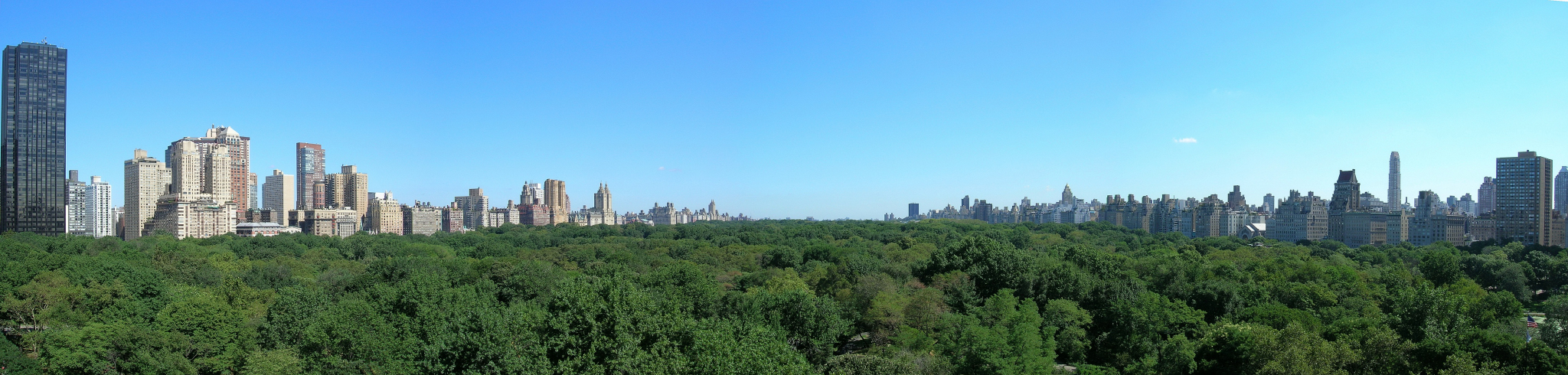
نمایی از پارک مرکزی از راکفلر سنتر

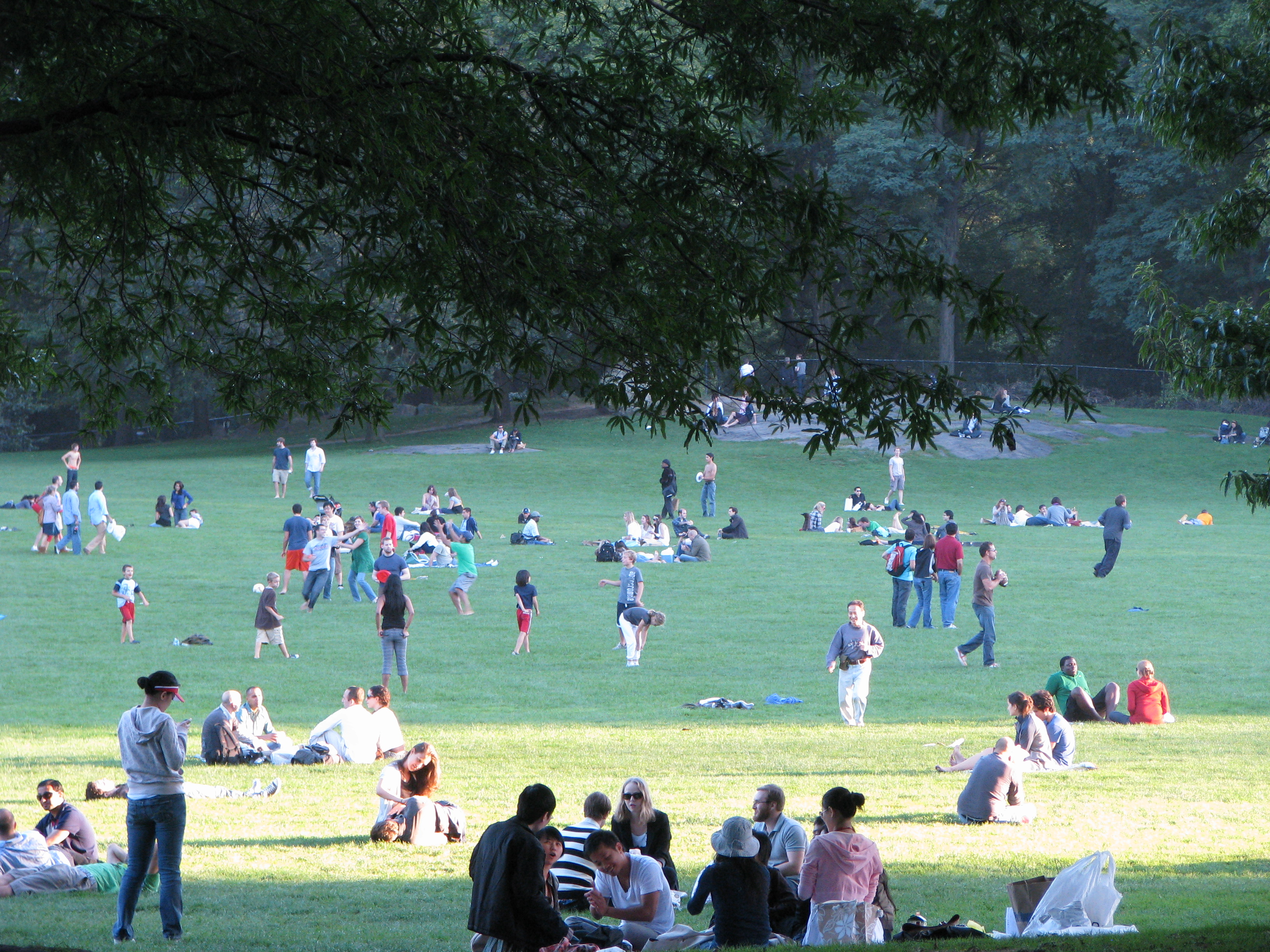
نمایی از گریت لاون سنترال پارک

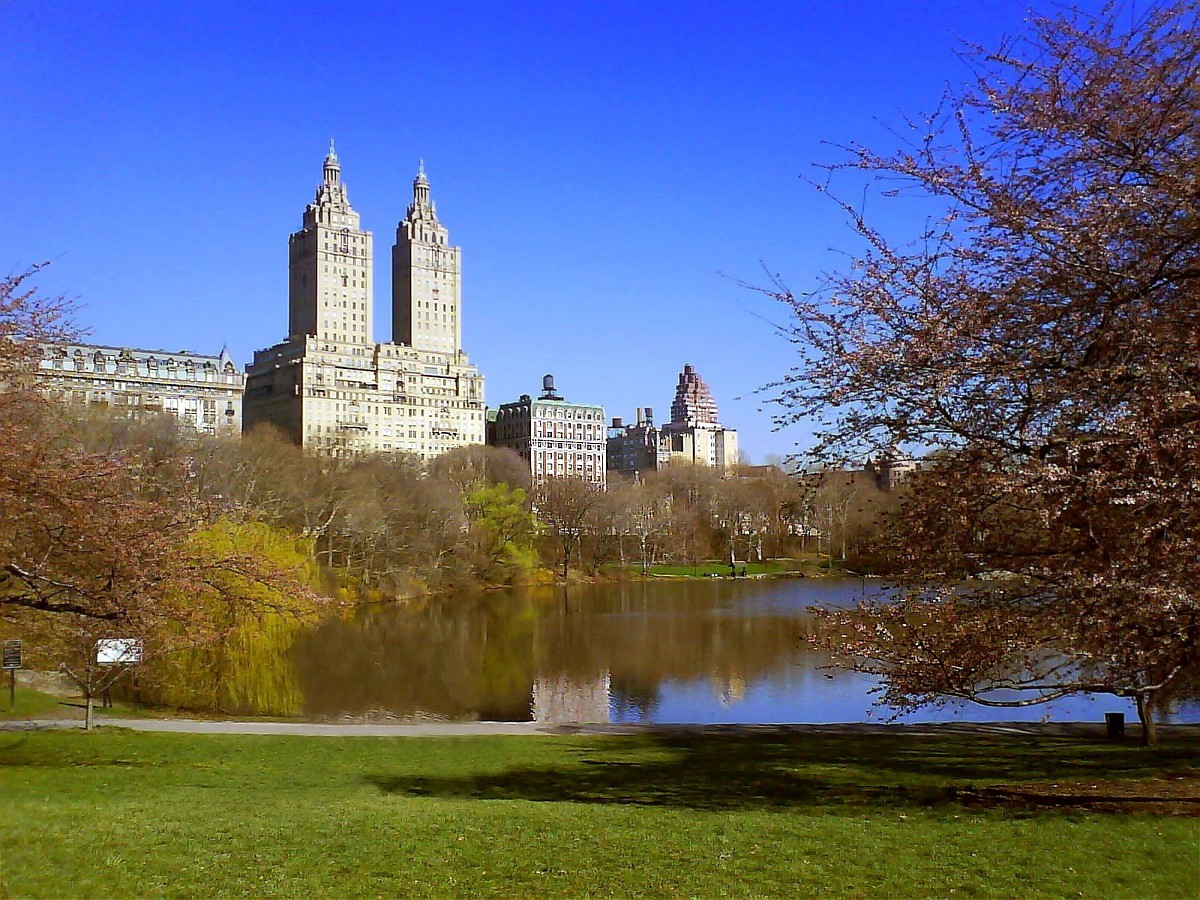
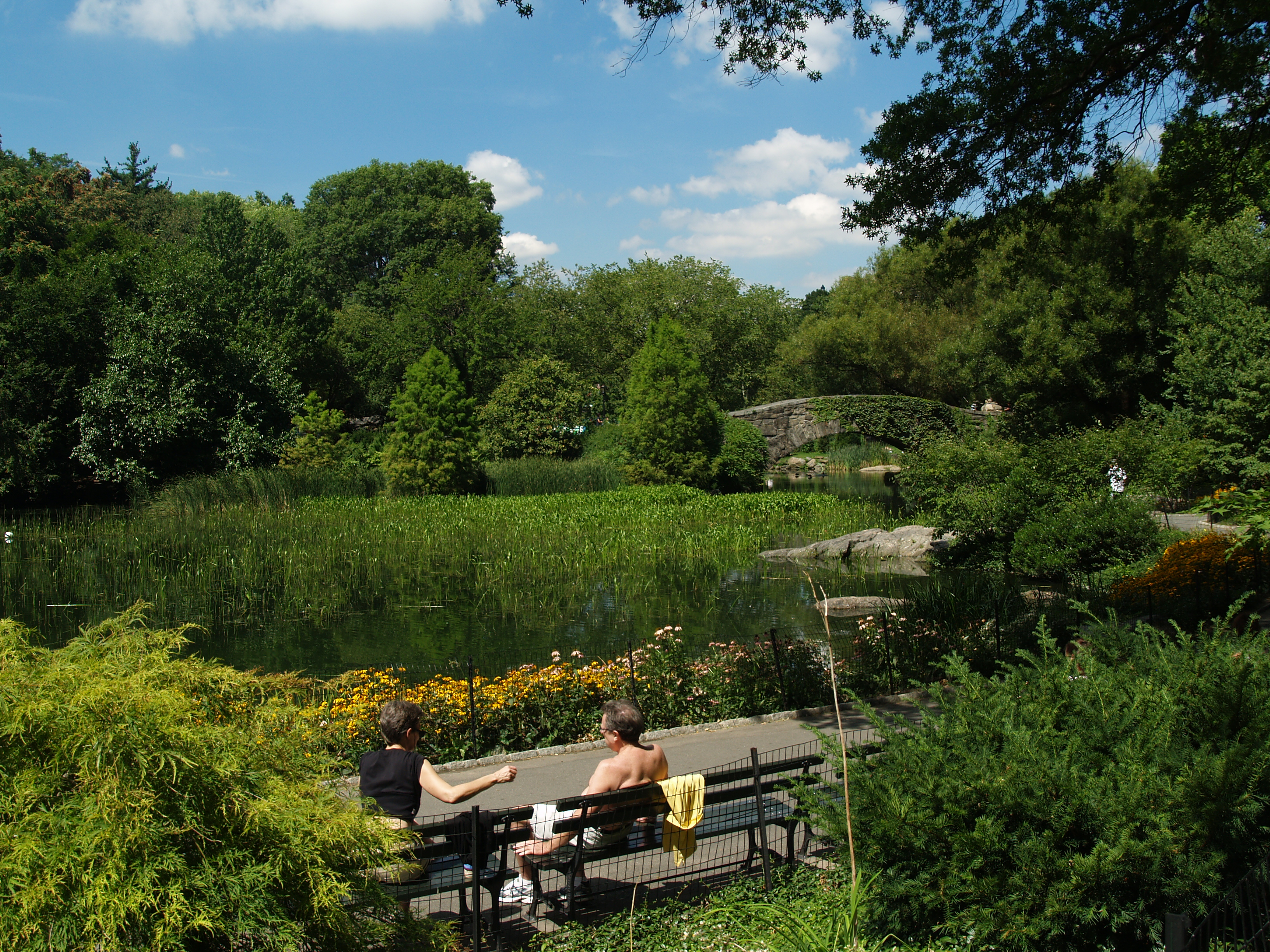
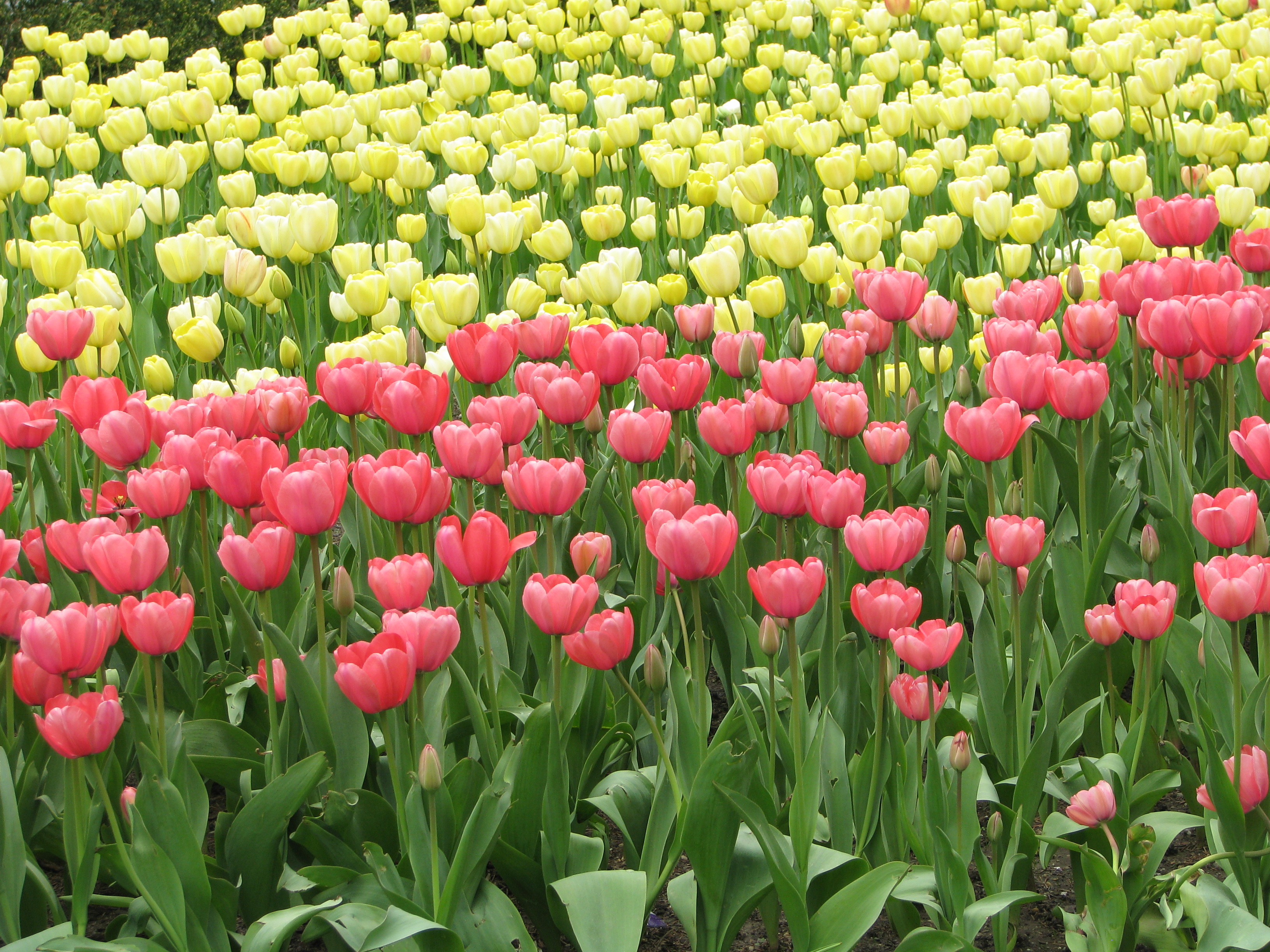
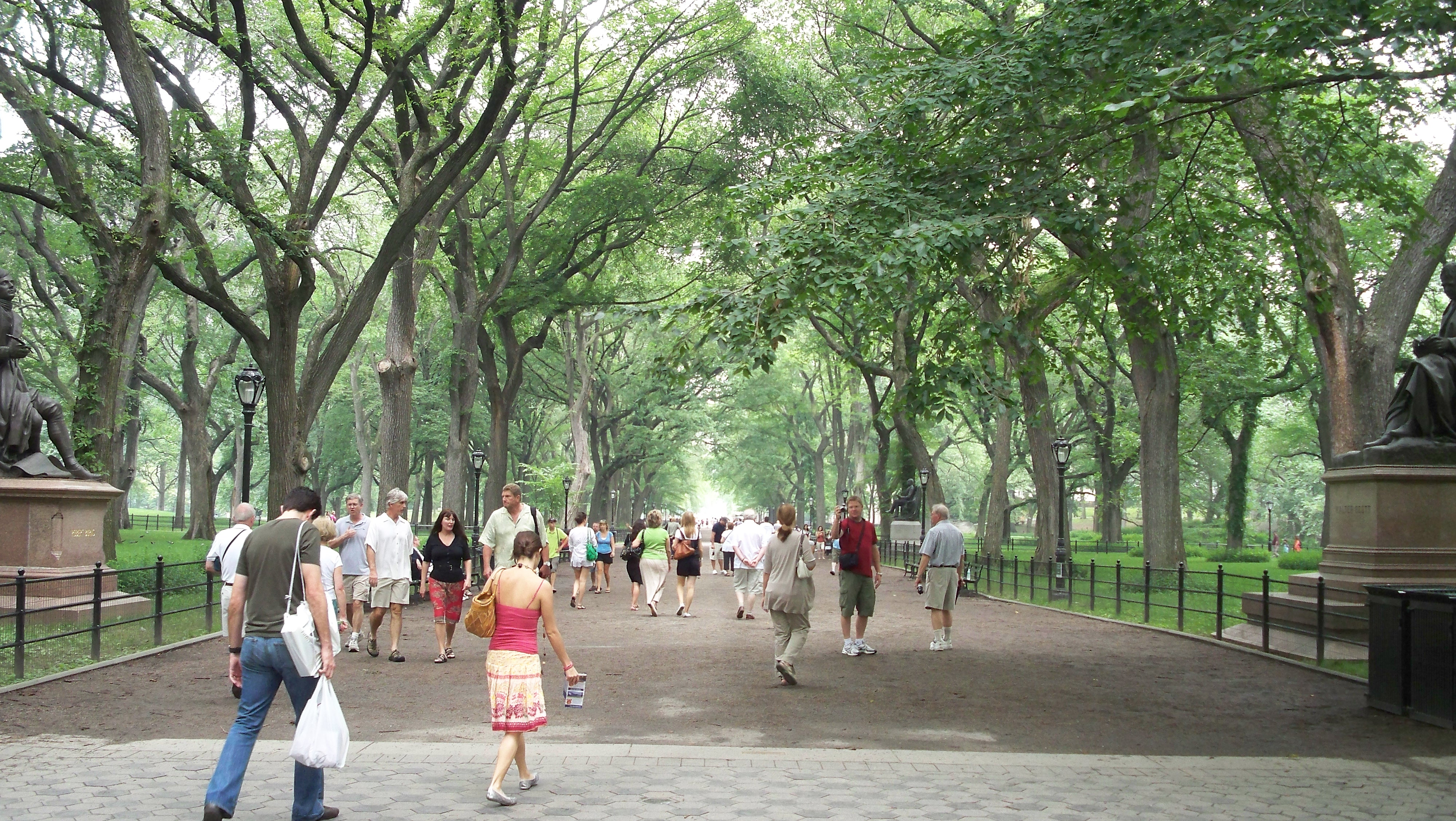
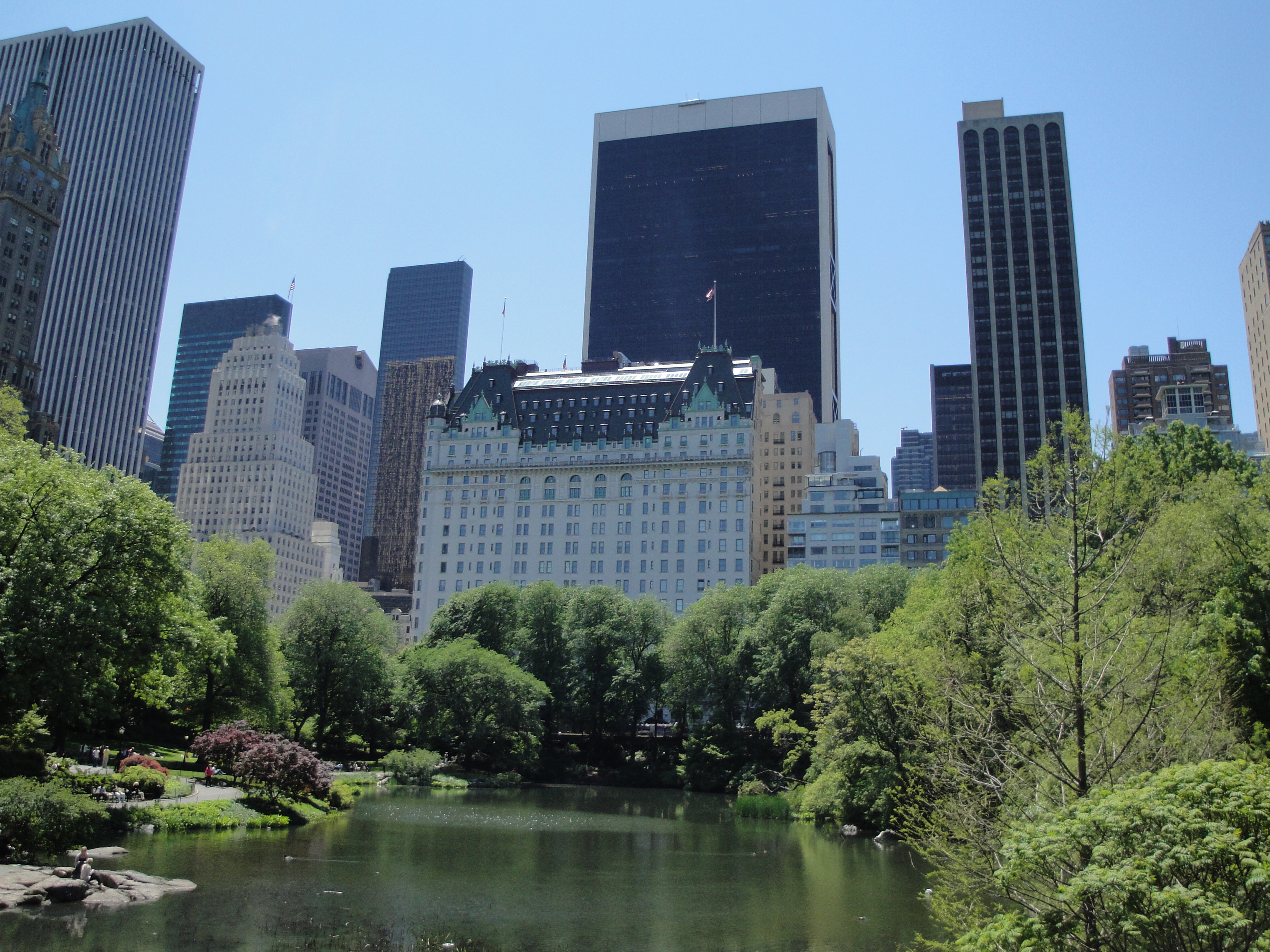
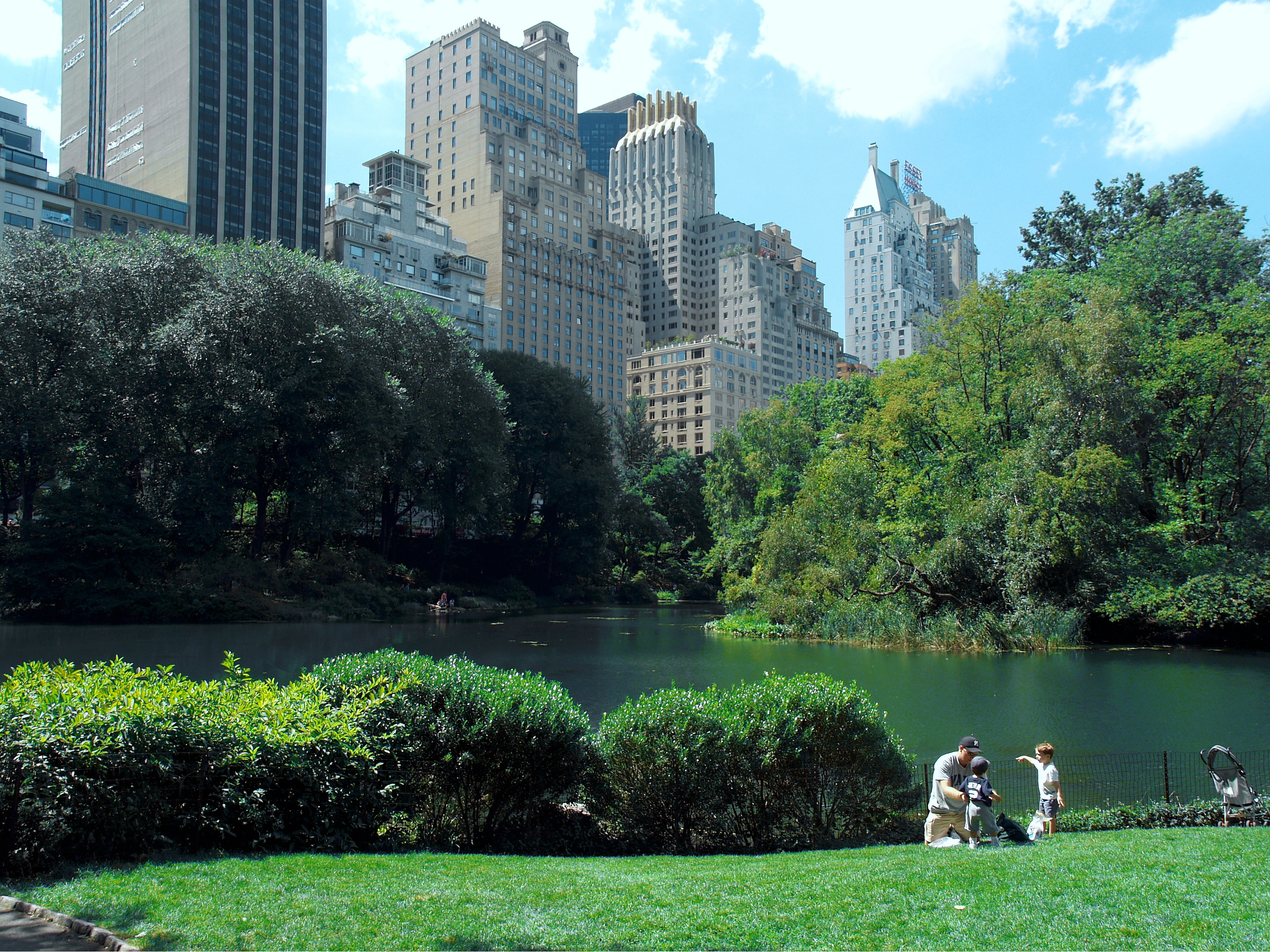
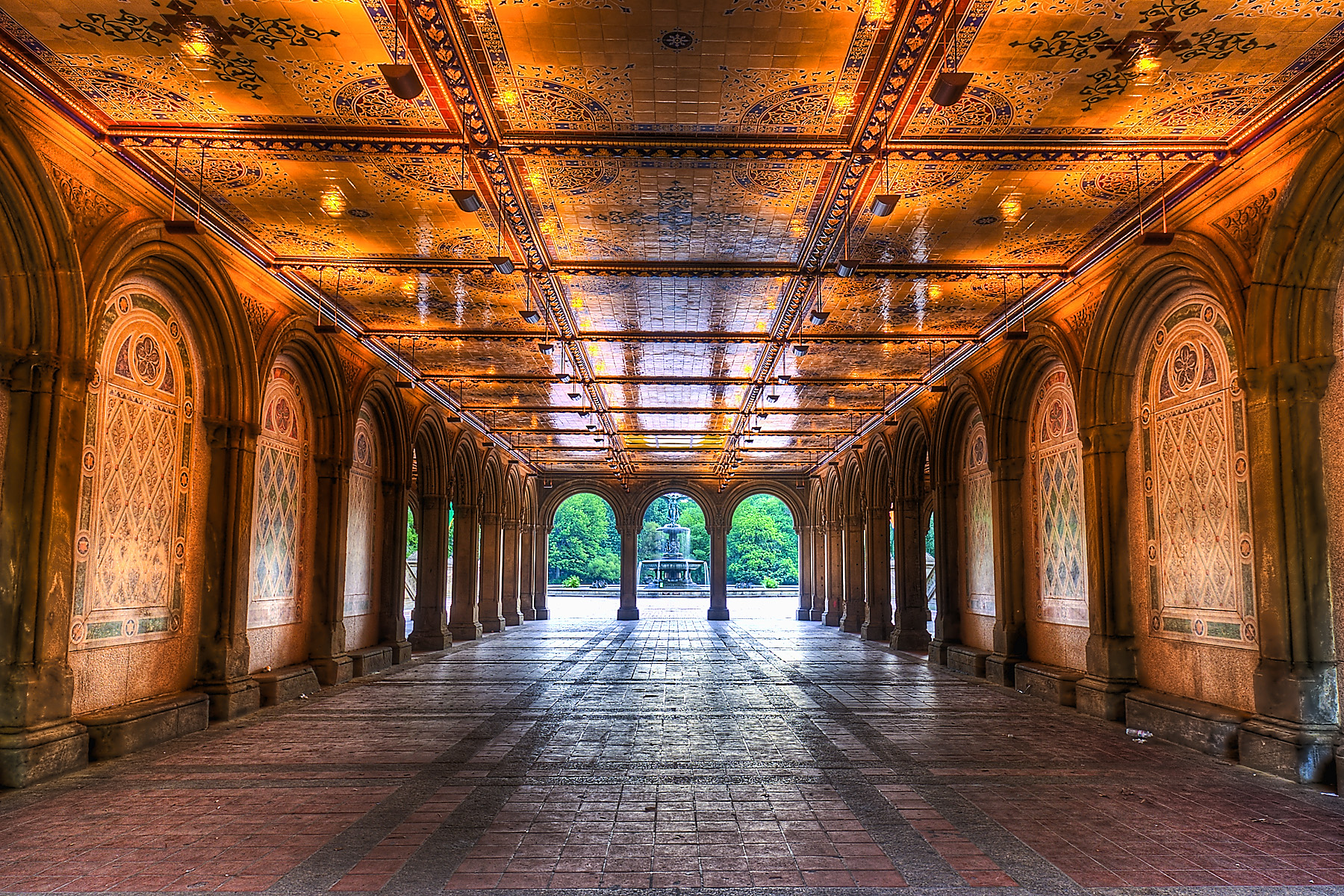
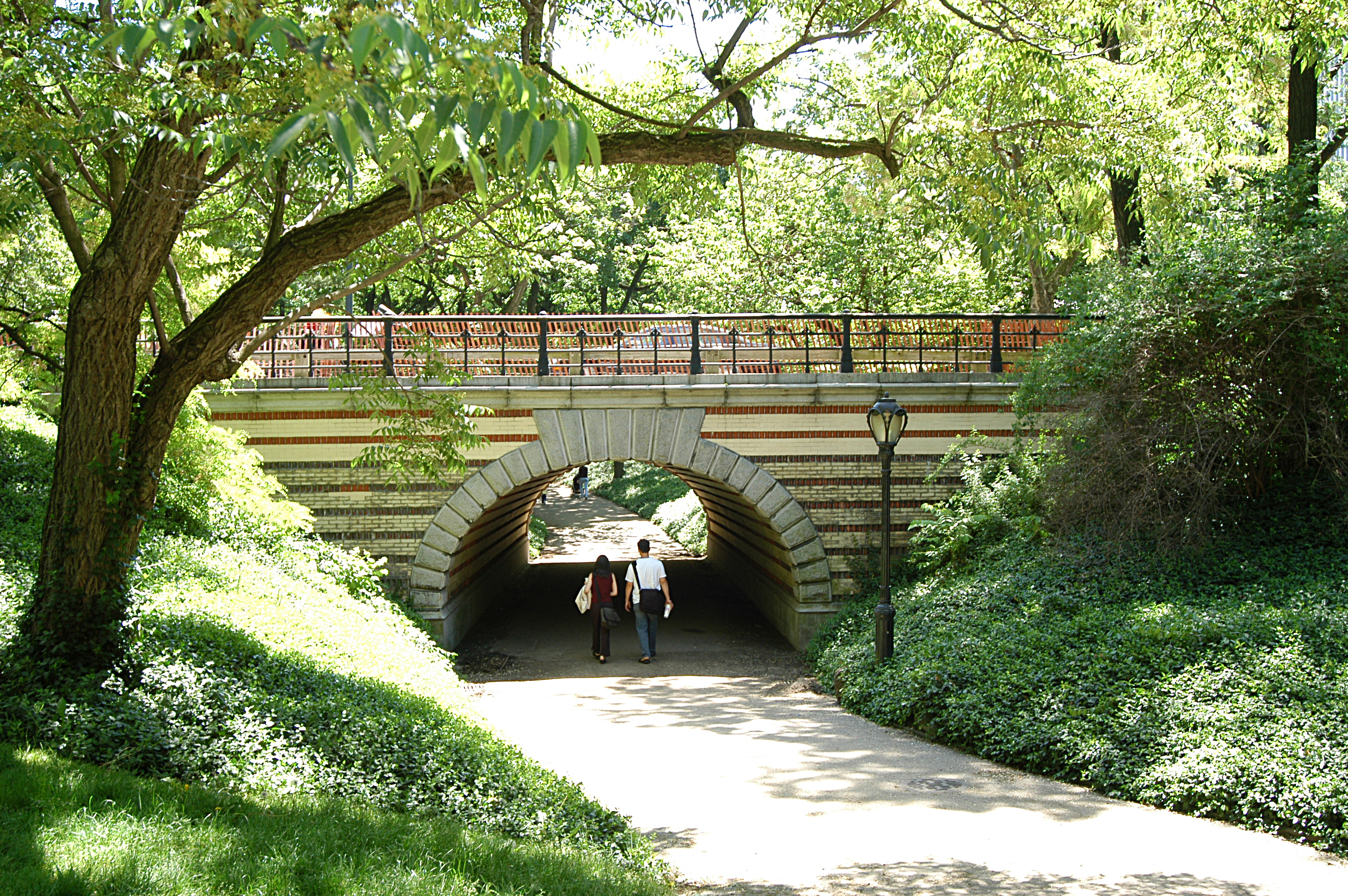
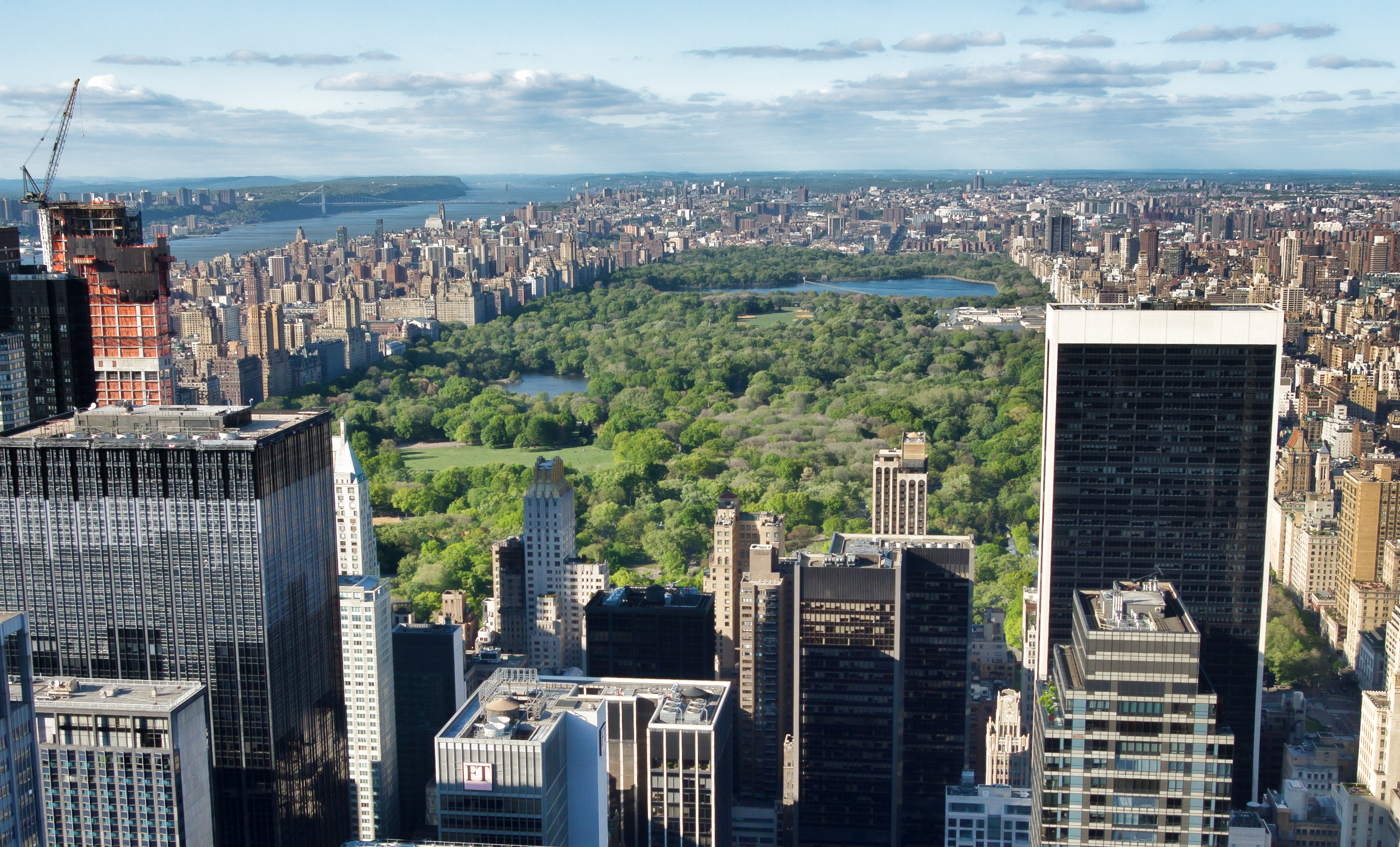
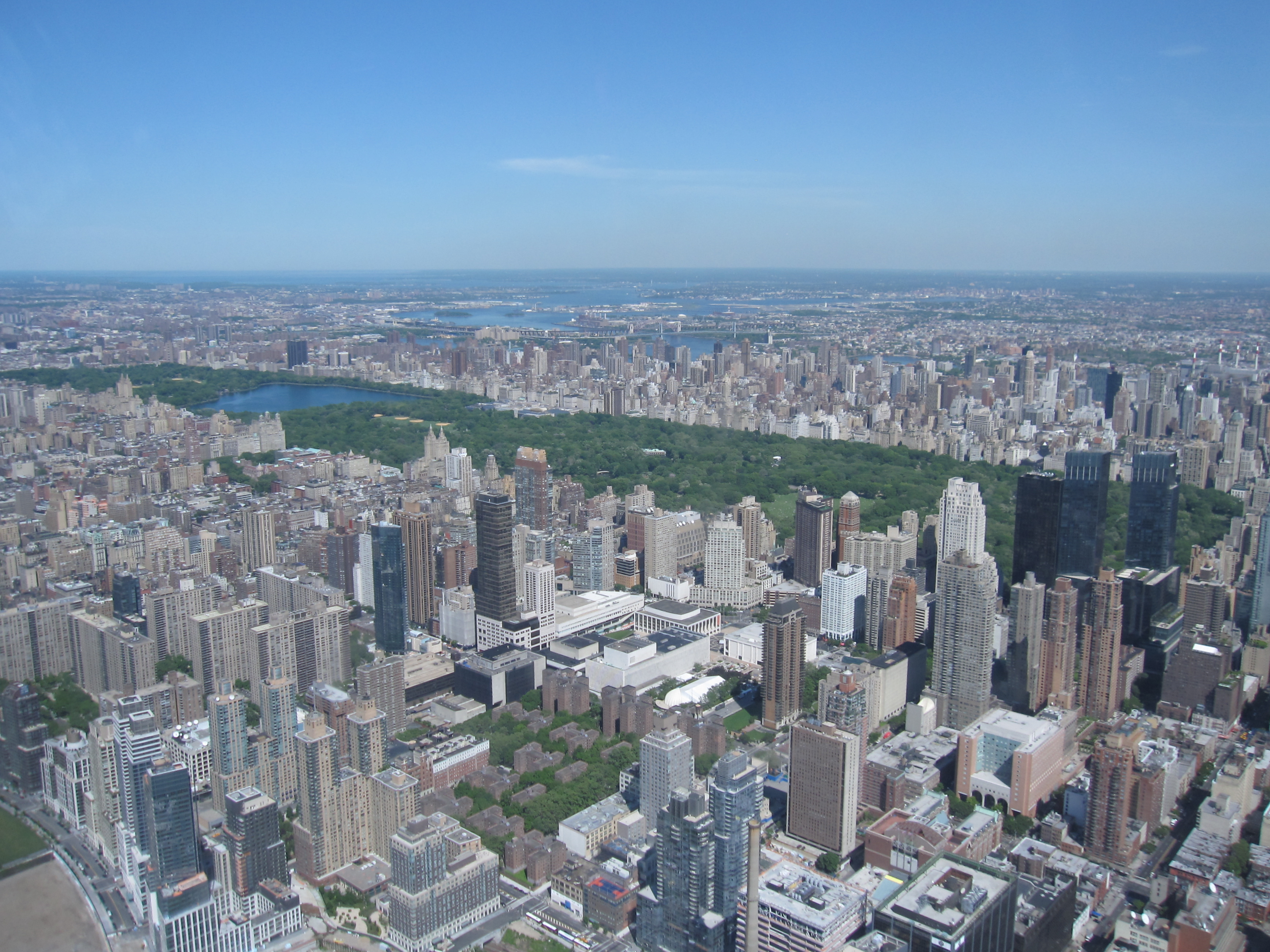
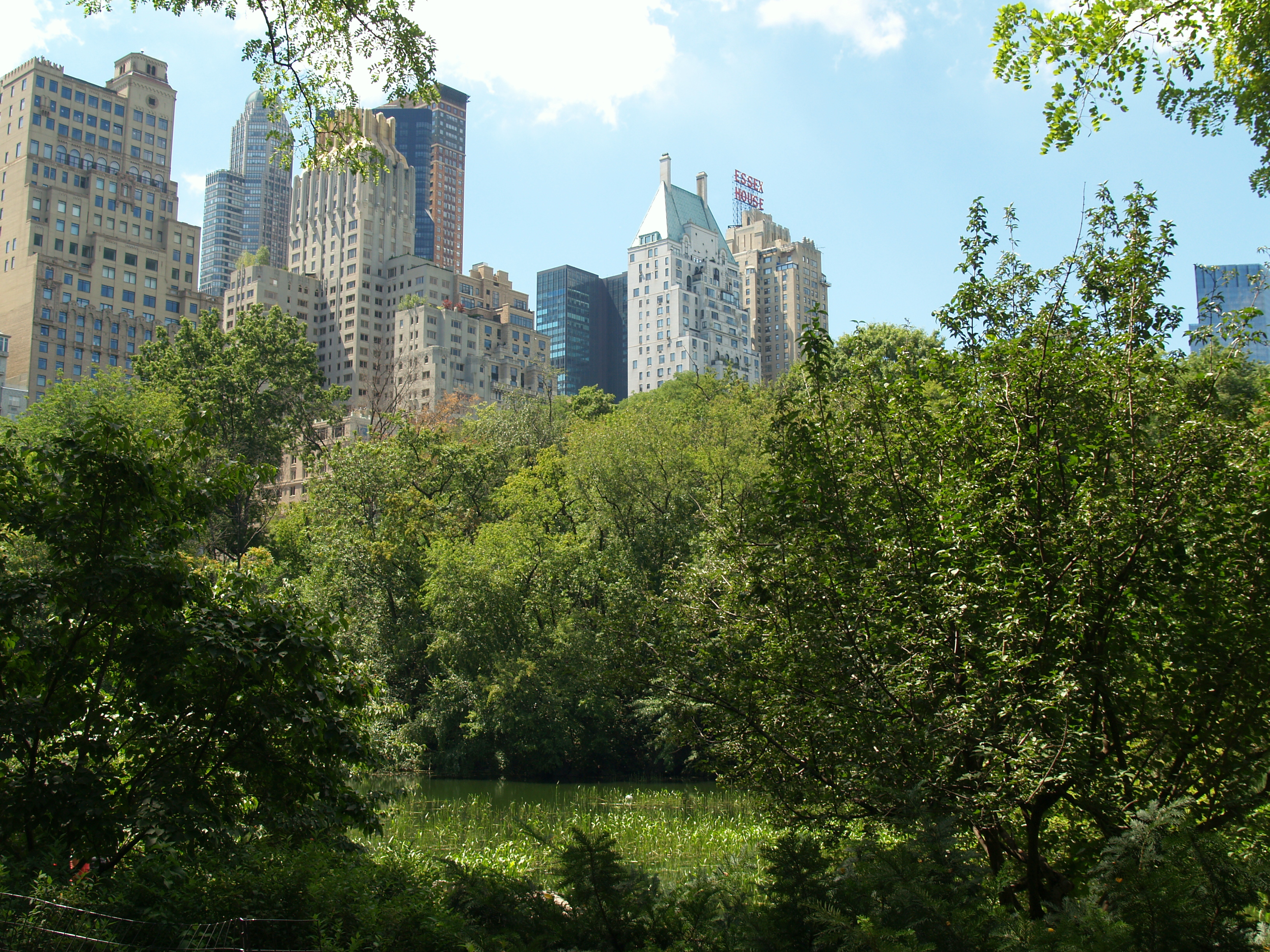
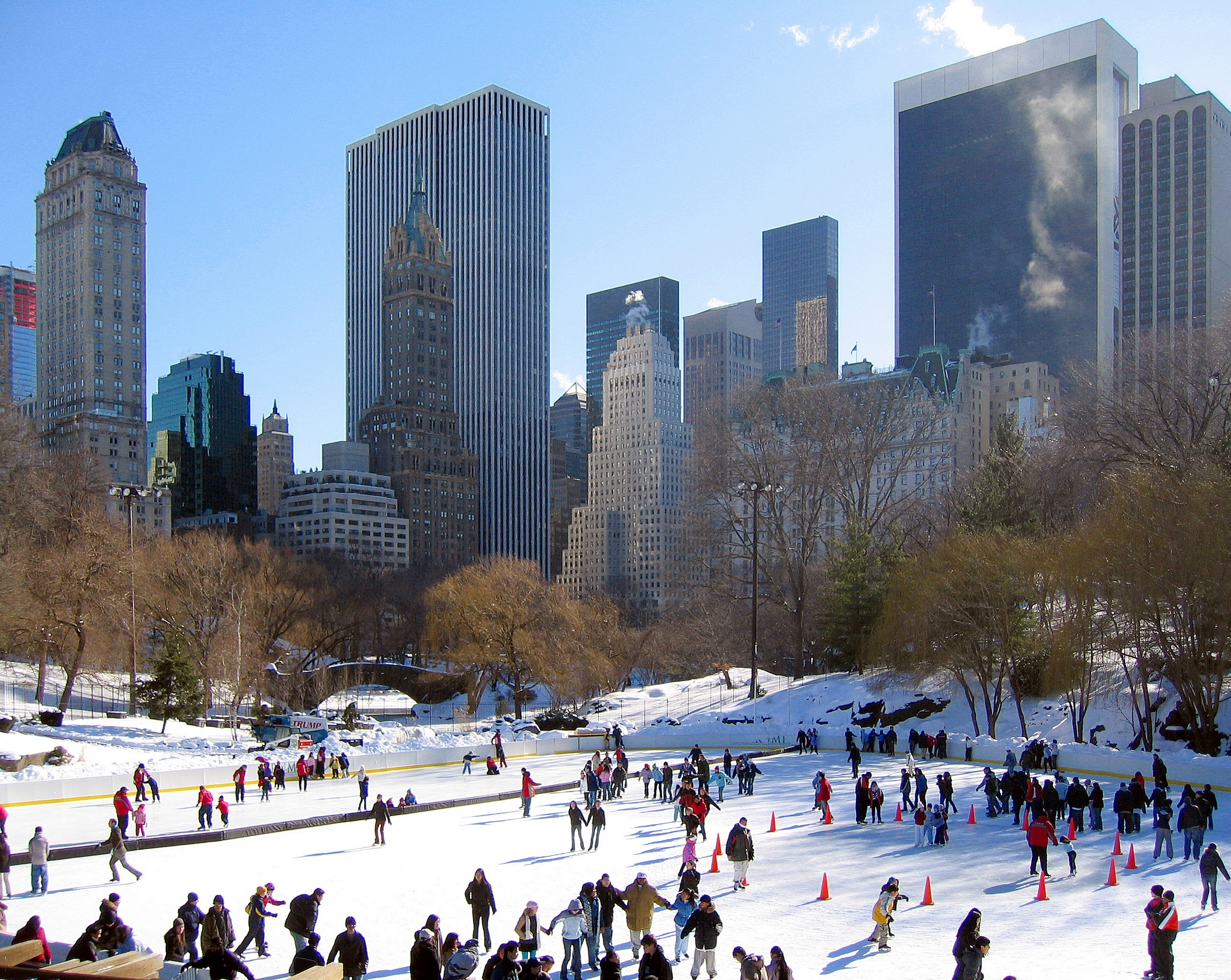
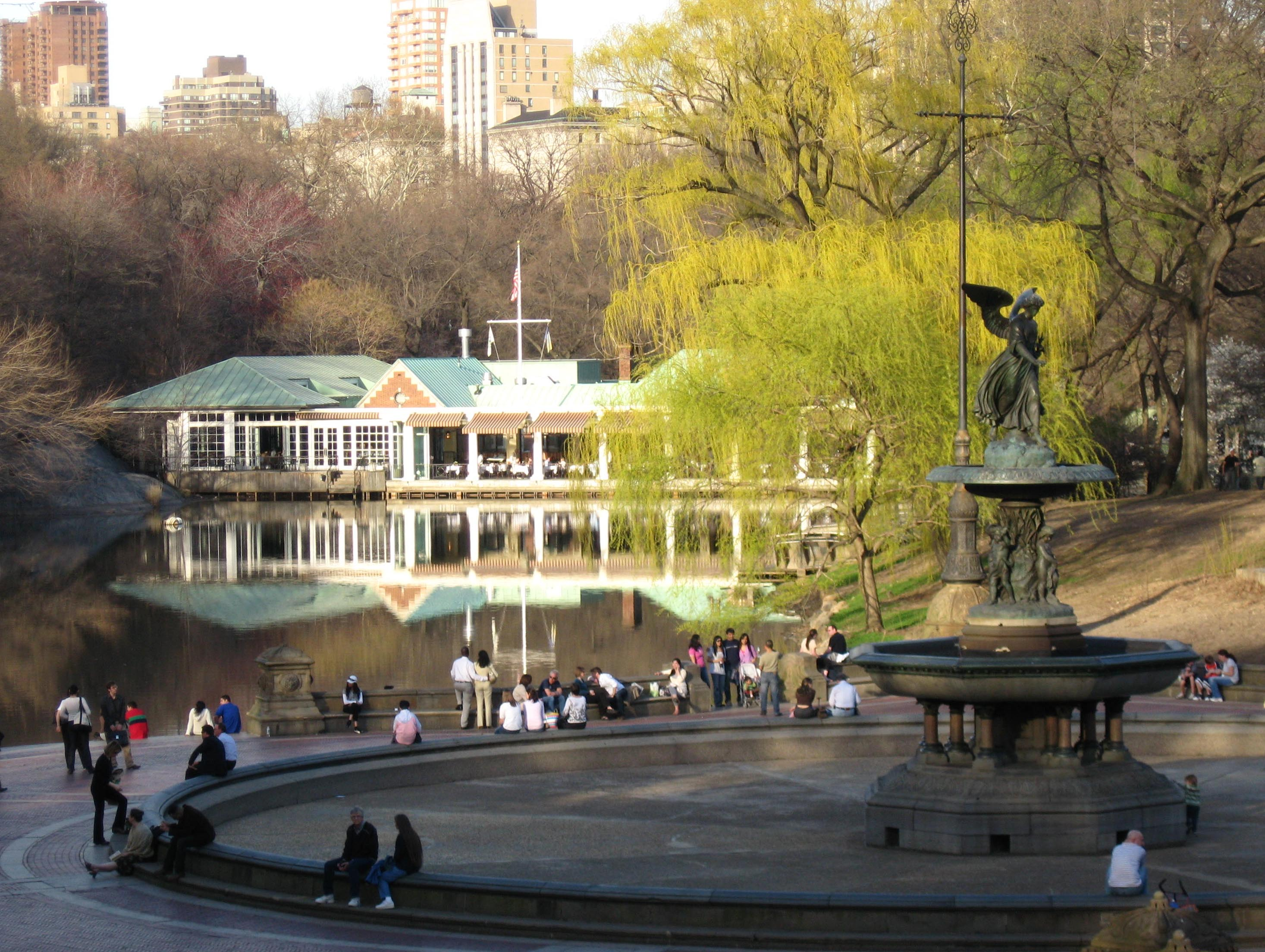
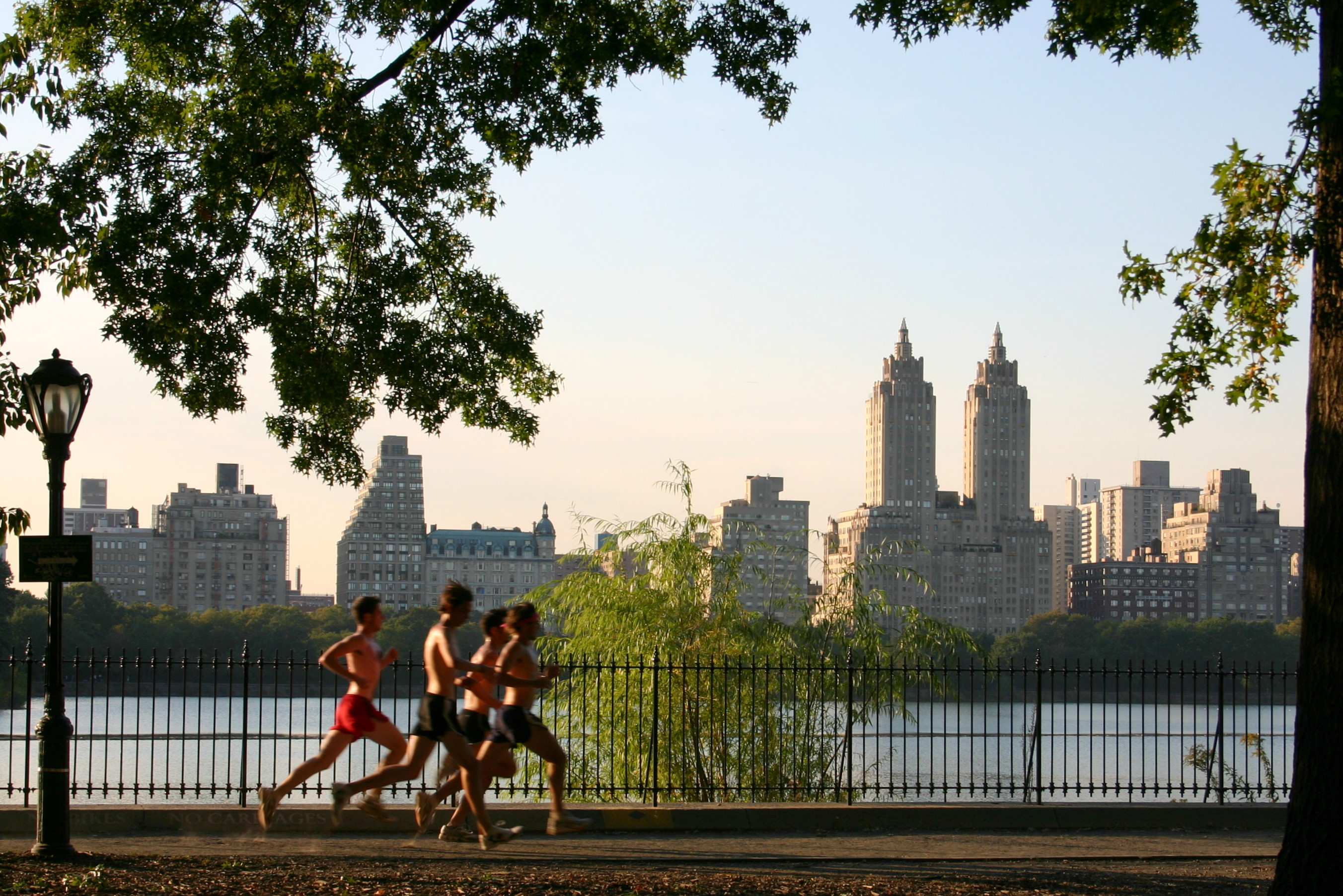
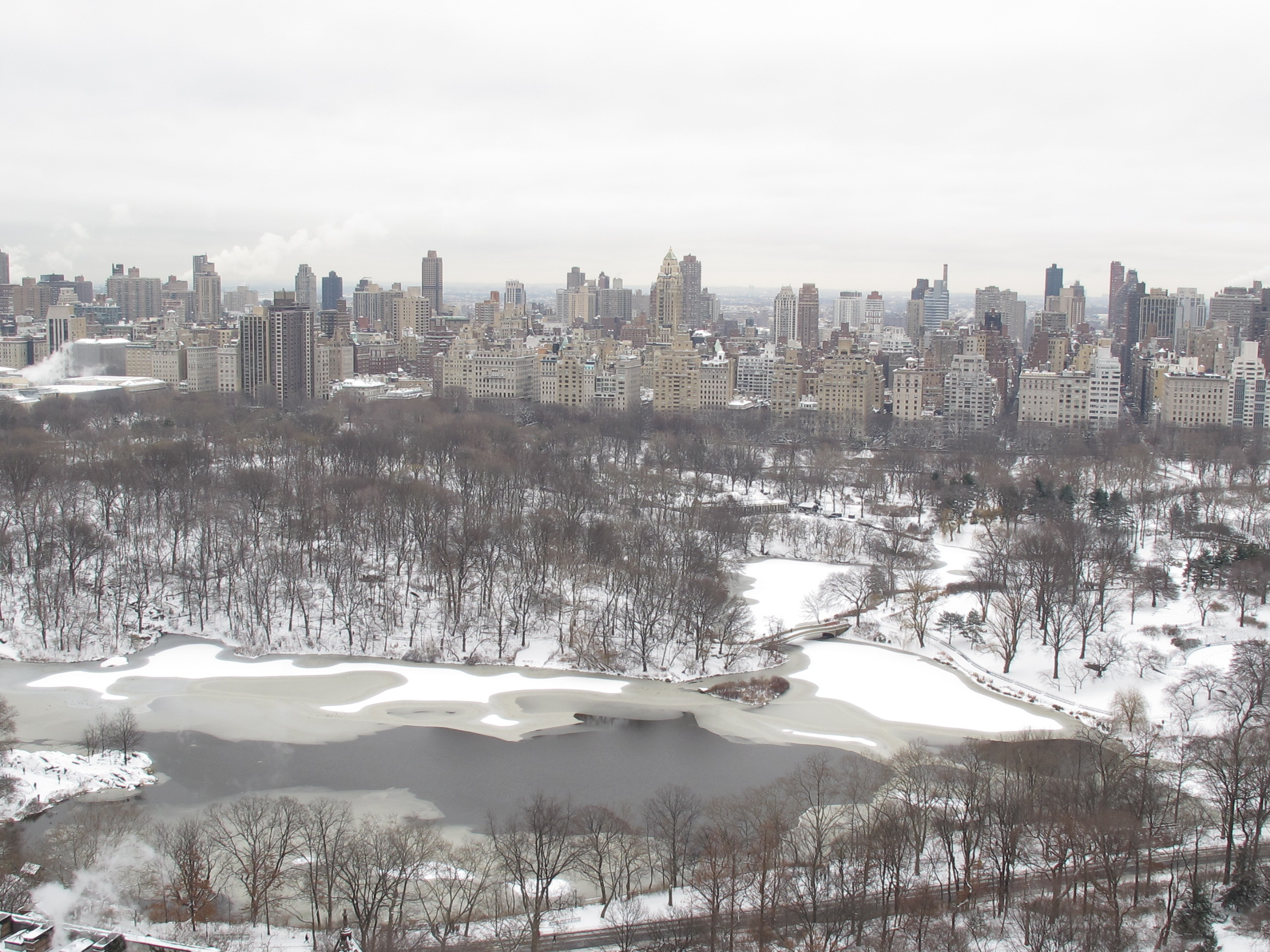